# Bosna (rijeka)
Bosna je rijeka u Bosni i Hercegovini. Najvažniji pritoci Bosne su Krivaja, Usora, Lašva, Spreča i Miljacka.

## Opis
Izvire iz krških vrela u selu Vrutci u blizini Ilidže u podnožju planine Igman na 500m nadmorske visine. Sam lokalitet izvora se naziva Vrelo Bosne i poznato je sarajevsko izletište. Protiče centralnim dijelom Bosne, a kod Bosanskog Šamca se ulijeva u rijeku Savu te pripada crnomorskom slivu. U rimsko vrijeme rijeka se zvala Basana i povjesničari smatraju da je po njoj i nastala riječ Bosna. U gornjem toku, od izvora do Zenice, protiče kroz Sarajevsko, Visočko, Kakanjsko i Zeničko polje koja razdvajaju sutjeske. U srednjem toku se probija kroz klisure usječene u čvrste stijene, Vranduk-Nemila i Maglaj-Doboj, a u donjem toku od Doboja do ušća, protiče nestabilnim koritom kroz aluvijalnu ravnicu gdje pravi više rukavaca, ada i okuka.
Rijeka Bosna je duga 273km, duboka je 1-3 m (u virovima dostiže dubinu i do 10 m) a široka 35 - 170 m. Najviše je sužena između Maglaja i Doboja. Obale su joj visoke od 1,5 do 6 m, a djelomično su obrasle šumom i žbunjem. Na više mjesta pravi slapove i brzake. Prosječan pad joj iznosi 1,48 m/km, a srednja količina proticanja vode oko 100 m³/s. Najveći vodostaj je u razdoblju ožujak - svibanj i u studenom, a najniži u kolovozu i rujnu. Nizvodno od Maglaja je moguće splavarenje za vrijeme srednjeg i visokog vodostaja.
Rijetko plavi okolno zemljište, osim nizvodno od Modriče gdje se češće izlijeva. U donjem toku nanosi veće količine šljunka, stvarajući plićake. Dno korita Bosne čine pretežno nepropustljive stijene. Gazovi preko Bosne su rijetki. Smrzava se samo za vrijeme jakih zima. Glavne pritoke rijeke Bosne su: Željeznica (26,9 km), Miljacka (35,9 km), Krivaja (101 km), Spreča (137,5 km) i Stavnja (30,4 km) s desne strane, a Fojnička rijeka (46 km), Lašva (49,4 km) i Usora (82 km) s lijeve strane. Sve imaju veći pad od Bosne osim Spreče.
Bosna sa svojim pritokama raspolaže godišnje potencijalnom hidroenergetskom snagom od 3,30 milijardi kWh. Jedina hidrocentrala, HE Bogatić, izgrađena je poslije 2. svjetskog rata na rijeci Željeznici s instaliranom snagom od 6,5 MW. Porječje Bosne zahvaća 10 460 km2 sa srednjom nadmorskom visinom od 640 m i najvećim dijelom ograničen je srednjim i niskim planinama.
Dolina Bosne spaja Panonsku nizinu s centralnom Bosnom, odakle je dolinom Neretve vezana s Jadranskim morem. Njome vodi željeznička pruga i automobilski put koji se produžuju u dolinu Neretve. Dolinu Bosne presijeca željeznička pruga i automobilski put Tuzla-Doboj-Banja Luka. U srednjem toku je dolinom Lašve povezana automobilskim putem prema Travniku i dalje prema Bihaću dok u gornjem toku u dolinu Bosne izbija put Višegrad-Sarajevo. 
Dolina rijeke Bosne je najnaseljenije područje Bosne i Hercegovine i čini dom skoro milijun stanovnika kao i industrijski centar države. Naselja uz Bosnu su cestovnoga tipa, ponegdje dosta razrijeđena. U dolini Bosne se nalaze gradovi Sarajevo, Visoko, Kakanj, Zenica, Zavidovići, Žepče, Maglaj, Doboj, Modriča i Bosanski Šamac.
Većina rijeka na području Zeničko-dobojske županije, izuzev nekoliko planinskih vodotoka, bakteriološki je neispravna za kupanje, a najzagađenija je rijeka Bosna.

## Vanjske poveznice
|  | Zajednički poslužitelj ima još gradiva o temi Bosna (rijeka) |